# Мини-шахматы Гарднера
|   | a               | b               | c               | d               | e                |   |  |
| 5 | a5 чёрная ладья | b5 чёрный конь  | c5 чёрный слон  | d5 чёрный ферзь | e5 чёрный король | 5 |  |
| 4 | a4 чёрная пешка | b4 чёрная пешка | c4 чёрная пешка | d4 чёрная пешка | e4 чёрная пешка  | 4 |  |
| 3 | a3              | b3              | c3              | d3              | e3               | 3 |  |
| 2 | a2 белая пешка  | b2 белая пешка  | c2 белая пешка  | d2 белая пешка  | e2 белая пешка   | 2 |  |
| 1 | a1 белая ладья  | b1 белый конь   | c1 белый слон   | d1 белый ферзь  | e1 белый король  | 1 |  |
|   | a               | b               | c               | d               | e                |   |  |

Мини-шахматы Гарднера — вариант игры в шахматы на уменьшенной доске 5×5, предложенный в 1962 году американским популяризатором науки Мартином Гарднером (придуман им в процессе программирования электронных машин для игры в шахматы). Здесь присутствуют все традиционные фигуры (по одной), у каждого игрока — по пять пешек, отсутствует взятие на проходе, превращение и рокировка.

## История
Изначально, в данном варианте присутствовал двойной ход пешки (если целевая клетка была пуста), взятие на проходе и рокировка. Однако потом AISE (Associazione Italiana Scacchi Eterodossi, «Итальянская неортодоксальная шахматная ассоциация») отказалась от двойного хода пешки и рокировки. Играли в них по большей части в Италии (и по переписке в том числе). 
Спустя время была разработана теория игры, и оказалось, что в 40% партий выигрывают белые, в 28% чёрные, и остальные 32% приходятся на ничьи.
В 1980 году Hewlett Packard выпустила программируемый калькулятор HP-41C, который мог играть в эту игру. Калькулятор был способен играть очень хорошо.
Также AISE играли в данный вариант по правилам поддавков и прогрессивных шахмат.
В 2013 году мини-шахматы Гарднера были слабо решены; доказано, что при оптимальной игре обеих сторон результат партии — ничья.

## Схожие варианты
| a5 чёрный король | b5 чёрный ферзь | c5 чёрный слон  | d5 чёрный конь  | e5 чёрная ладья |
| a4 чёрная пешка  | b4 чёрная пешка | c4 чёрная пешка | d4 чёрная пешка | e4 чёрная пешка |
| a3               | b3              | c3              | d3              | e3              |
| a2 белая пешка   | b2 белая пешка  | c2 белая пешка  | d2 белая пешка  | e2 белая пешка  |
| a1 белая ладья   | b1 белый конь   | c1 белый слон   | d1 белый ферзь  | e1 белый король |

| a5 чёрный слон  | b5 чёрный конь  | c5 чёрная ладья | d5 чёрный ферзь | e5 чёрный король |
| a4 чёрная пешка | b4 чёрная пешка | c4 чёрная пешка | d4 чёрная пешка | e4 чёрная пешка  |
| a3              | b3              | c3              | d3              | e3               |
| a2 белая пешка  | b2 белая пешка  | c2 белая пешка  | d2 белая пешка  | e2 белая пешка   |
| a1 белый король | b1 белый ферзь  | c1 белая ладья  | d1 белый конь   | e1 белый слон    |

| a5 чёрная ладья | b5 чёрный слон  | c5 чёрный король | d5 чёрный ферзь | e5 чёрный слон  |
| a4 чёрная пешка | b4 чёрная пешка | c4 чёрная пешка  | d4 чёрная пешка | e4 чёрная пешка |
| a3              | b3              | c3               | d3              | e3              |
| a2 белая пешка  | b2 белая пешка  | c2 белая пешка   | d2 белая пешка  | e2 белая пешка  |
| a1 белая ладья  | b1 белый конь   | c1 белый король  | d1 белый ферзь  | e1 белый конь   |

Существуют также и другие варианты на доске 5х5:
- Детские шахматы, также предложенные Мартином Гарднером;
- Джейкобс–Мейровиц, предложенный Полом Джейкобсом и Марко Мейровицем;
- Маллетт, предложенный Джеффом Маллеттом. По его мнению, на малой доске два коня белых будут равны двум слонам чёрных.